# まぶらほ
『まぶらほ』は、築地俊彦による日本のライトノベルおよびそれを原作としたメディアミックス作品。イラストは駒都えーじ。富士見ファンタジア文庫（富士見書房→KADOKAWA）より2001年10月から2015年3月まで刊行されていた。第3回龍皇杯優勝作品。2012年12月時点でシリーズ累計部数は340万部を突破している。
月刊ドラゴンエイジで、過去に宮下未紀、浅草寺きのとにより漫画化されていた。このほかにドラゴン☆オールスターズのアンソロジーに掲載された。

## あらすじ
舞台は、魔法が存在する現代日本というパラレルワールド。エリート魔術師養成学校・葵学園に通う、式森和樹は、成績・運動・魔法回数ともにイマイチの劣等生。ある日、そんな彼の前に3人の美少女・宮間夕菜、風椿玖里子、神城凜が突如現れる。彼女達の目的はなんと彼の遺伝子（要は体）。実は、彼の先祖には偉大な魔術師が多数存在しており、彼との間に生まれた子供は驚異的な魔力を持つ可能性が高いという。大した魔力も無い彼がこの学園に入れた理由も、この遺伝子のおかげ。こうして、和樹の平凡な日常は一変し、波乱の学園生活が始まるのであった。

## 登場人物

### 主要人物
式森 和樹（しきもり かずき）
声 - 阪口大助（幼少期：渡辺明乃）
本作の主人公。平々凡々、成績不振、運動音痴という見事に無個性で何の取柄もない葵学園2年生・17歳の少年。しかし、その体には世界中の偉大な魔術師である先祖達から受け継いだ強大な魔力を秘め、魔法潜在能力は天文学的数値を誇る。無気力かつ鈍感で、底抜けにお人好しなために損をすることも多いが、結果としてそれがヒロイン達に好かれる魅力となっている。反面、恋愛とは無縁なクラスメイト達からは、酷く妬まれている。初期の魔力回数は8回（本編開始時は7回）だが、作中で全て使い切って死亡。幽霊となってしまう。その後、飛び散った塵を全て集めて生き返るが、特殊な魔法体質になり、魔法を使うと世界を滅亡させてしまう（アニメでは、体が分裂した）。災難体質でもあり、紫乃と晴明の実験体にされている。女好き、浮気性ではないが、優柔不断で基本的に誰にでも優しいため、夕菜に浮気と誤解され、瀕死寸前まで攻撃されており、彼女を怒らせぬよう注意はしているが、必死に弁明しても全く信じてもらえなかったり、他人からの噂を真に受けた夕菜から訳も分からぬ形でいきなり攻撃されたりすることも多く、彼女に辟易することもあるが、最終的には結ばれた。自身は鰻が苦手だが、両親は鰻が好物らしい。
宮間 夕菜（みやま ゆうな）
声 - 生天目仁美
本作の正ヒロイン。和樹の元に突如現れた転校生。自称：和樹の妻。優しくしっかり者の美少女。往年、魔術師の名門家・宮間家の出身で、復興のために遺伝子を得るよう命じられているが、本人は幼い頃、引越が嫌で泣いていた時に出会った和樹が真夏にも関わらず魔法で雪を降らせて以来、彼を一途に想い続けており、その時に交わした結婚の約束を果たすためにやって来た。和樹へのアプローチはかなり積極的だが、嫉妬深さと思い込みの激しさが半端でなく、和樹が他の女性に近付いただけで、酷いと死刑と称して殺害すらしかねない（アニメ後半では「キシャー!」と奇声を上げる）。クラスでは清純派アイドルと評判だったが、ある事件を機に清純風武闘派アイドルとなる。成績優秀で魔力回数も21万回と学園でも上位クラス（特に西洋式精霊魔法が得意）だが、もっぱら和樹を攻撃するために使われている。父・健太郎曰く、夕菜は母親似とのこと。
長編では、体内に悪魔が住み着いていることから、賢人会議（ワイズメン・グループ）の工作員に狙われる。
過度の嫉妬深さが目立ち過ぎて、作者曰く「夕菜役の生天目から『夕菜がどんどん駄目な方向に…』と言われた」とのこと（あとがきより）。実際、夕菜はヤンデレ化の一途を辿っているが、最終巻で結ばれた。
アニメでは、紅尉の研究用の瓶を開けてウイルスに感染。風邪の症状が出始め次第に魔力を失い最期には灰になって消えてしまう死の病に犯されてしまうが、和樹の強力な魔力で一命を取り留める。その結果魔力を使い切った和樹は灰となって消滅してしまう。鰻など滑る生き物は苦手で、触れることも駄目らしい。
風椿 玖里子（かぜつばき くりこ）
声 - 松岡由貴
本作のヒロインの1人。葵学園3年生・18歳。日本有数の財閥（ただし、魔術師としては新興）・風椿家の令嬢で5人姉妹の末娘。女優と見紛う程の容姿とグラマーなボディを持つ美女。実家の勢力拡大のために、家の命令で、色仕掛けと強引さで和樹の遺伝子を狙っていたが、接しているうちに本気で彼に惹かれていく。高飛車で自己中心的な印象だが、実際の性格は、情に厚くさっぱりしている。また、世話好きで面倒見も良く、しかも恋愛に慣れていないために内面は結構ナイーブ。後妻の娘で、昔は内気だった。貴族の幽霊エリザベートに好かれている。魔法は、主に護符を使ったものを使用。生徒会に在籍していないが、鋭い経済感覚と経済志向で生徒会を操る真の支配者であり、しかもそれは周知の事実となっている。
神城 凜（かみしろ りん）
声 - 猪口有佳
本作のヒロインの1人。葵学園1年生・16歳。九州で代々、化け物退治を生業とする神城家の継承者候補だったが、家の命令が原因で逆上し、家を飛び出してしまう。小柄で可愛らしい容姿とは裏腹に剣術の達人という一面を持ち、魔法も剣鎧護法を得意とする。当初、優柔不断な和樹を嫌い、抹殺しようともしていたが、彼の優しさに惹かれ、今では夕菜と取り合う程に彼に想いを寄せている。性格はクールで厳格かつ生真面目だが、女性らしくなれずに悩むことも。本家への反抗のためか部活は生物部だが、剣術自体は嫌いではないらしく、剣道部の助っ人をすることもある。家事は苦手で、特に料理は料理下手の域を超え、地獄料理を作り出す。その料理は調理自習の時、先生に「コンクリートを食べたことはないけどきっとこんな感じ」と言わせた程。遠視のために時々眼鏡をかけている。
ちなみに、「凛」ではなく「凜」が正しく、たまに字を間違えられることがあるらしい（あとがきより）。
栗丘 舞穂（くりおか まいほ）
声 - 千葉千恵巳
『ふっかつの巻』から登場。他人の魔力を中和・吸収する特殊な魔力を持つため、本来は入院する予定だったが、晴明の根回しによって、13歳の中学生でありながら、飛び級で和樹のクラスに編入した。魔法が自動的に発動することがあるため、首に魔力を抑えるチョーカーをつけている。世界の滅亡を防ぐため、和樹と一緒にいるようにと晴明に言われ、いつも彼の傍にいるが、夕菜の怒りを招く原因にもなっている。しかし、本人は今の所、彼を「大切な人」と言いつつ、兄のように慕っている。天真爛漫でいつも笑顔だが、なぜかエッチ方面に詳しく、放送禁止用語や伏せ字をよく言い、周囲を唖然とさせる。後に、他者からの魔法で、自身の魔力が変調をきたすと大人に変身するようになる。その姿は傾城の美女で、普段使わない魔法が使え、嫉妬した夕菜の攻撃も跳ね返す程。和樹のクラスのロリータアイドル。舞夜という女装趣味のいとこがいる。アニメでは最終話終盤で登場。
山瀬 千早（やませ ちはや）
声 - 中原麻衣
当初、文庫の書き下ろし番外編に登場し、後に本編の方に登場するようになる。当初は葵学園に在籍しており、和樹とは1年の文化祭で知り合ったが、直後に転校、翌年の修学旅行で再会した。遺伝子や家の命令抜きで和樹のことを好きになった奇特な少女。ずっと和樹に想いを寄せていて、何度も告白しようとするが、想いを告げることも忘れることも出来ずに悩んでいた。その後、旅行で和樹と再び再会するが、その際に悪霊に取り憑かれ、その一連の事件の中で遂に和樹に告白することが出来た。その直後に悪霊の魔法の効果で彼女以外の人物から葵学園時の彼女に関する記憶が抹消されたが、最後の望みで再び葵学園に転校する事が出来た。その後も和樹にアプローチをしている。本来は明朗快活で健康的な性格だが、重度の恋煩いで落ちこむことも多かった。神代という妹がいて大変に仲が良い。アニメでは幼馴染として登場。最終話では分裂した和樹の1人をお持ち帰りしようとしていた。

### その他の登場人物
紅尉 晴明（あかい はるあき）
声 - 辻谷耕史
保健室の先生だが、権力は校長を凌ぎ、コネは政府関係者にも及ぶ。和樹の体質に興味があり、何だかんだと言っては実験をし、彼を弄んでいる。普段、保健室でいかがわしい実験をしているためか知識は豊富であり、あらゆる分野の魔法の学位を取得している。一族の習慣に年齢を数えることがないため、年齢不詳で、いつも学校中の生徒に不思議がられている。夕菜の父・健太郎の先輩であり、今でも親交がある。
紅尉 紫乃（あかい しの）
声 - 鷹森淑乃
晴明の妹。和樹のクラスの教育実習生として葵学園にやって来る。死体や幽霊を偏愛する危険な美女。兄・晴明と同じく年齢不詳（外見年齢は20歳前後）。フランコ将軍のお抱え占星術師だったこともある。晴明と同じ家に住んでいるが、その家は怪しく、カーネル・サンダースやゼットンの人形などや赤絨毯には漫画『笑ゥせぇるすまん』が縫いこまれていたりしている。和樹を本物の幽霊にしようとして失敗し、足止めに地下室を壊すなど危険な行動をした。和樹の復活後も何かと彼にちょっかいを出して楽しんでいる。
伊庭 かおり（いば かおり）
声 - 野田順子
和樹や夕菜のクラスであるB組担任教師。実は夕菜を監視・護衛すべく葵学園に派遣された凄腕の政府エージェントで、通称：吸血鬼。普段は酒とゲームが好きな放任主義の駄目教師。日本で売られているゲームを全てクリアするという偉業に挑戦している。教師の給料でさえゲームに費やしているため、給料日前は水だけの生活をし、和樹達に金を借りようとしたりもする。しかし、問題児揃いのB組を制御出来るのは伊庭をおいて他にいないらしい。見かけによらず義理堅く情に厚い性格だが、任務でそれと反する行動を取らざるを得ない事もあるために苦悩することもある。
アニメ版では容姿が異なっている。
エリザベート
声 - こやまきみこ
かつては神聖ローマ帝国の貴族の家に生まれたが、敗戦を機に間もなく家が没落して、不遇のままこの世を去った幼女の幽霊。日本に流れ着き、現在では亡き母そっくりで巨乳の玖里子に懐いている。
尋崎華怜（ひろさき かれい）
声 - 篠原恵美
アニメオリジナルキャラクター。和樹が住む学生寮の管理人を勤める女性。なぜか、いつも眼鏡と喪服を着用しており、寮の前を掃き掃除をしていることが多い。いつも笑顔で、性格も穏やかで優しい。
宮間 健太郎（みやま けんたろう）
夕菜の父親。本業は考古学者だが、出土品の横流しや地元警察の襲撃といった、かなり如何わしいこともしている。妻・由香里とはトルコで敵として知り合ったものの互いに一目惚れして結婚したのだが、本人曰く「結婚させられた」らしい。かなりの恐妻家。娘・夕菜の嫉妬によって、一方的に攻撃されている和樹の身を心配しているが、生け贄にもしているので心配なだけである。
宮間 由香里（みやま ゆかり）
夕菜の母親。イタリアでブローカーをしている。見た目は淑やかで和服の似合う大和撫子だが、夕菜と互角の嫉妬深さとしつこさの持ち主。逃げ回る健太郎を世界中追い掛け回し、最終的にキリマンジャロの山頂に追い詰めて結婚を承諾させた。なお、この性格は宮間家の血筋らしく、本人曰く「愛とは、社会性とは相容れない。もっと純粋で暴力的なもの」らしい。
風椿 麻衣香（かぜつばき まいか）
声 - 田中敦子
玖里子の長姉。葵学園の理事も務めている。クールなタイプで、「和樹を手に入れろ」と玖里子に命じた張本人。風椿家のパーティーで、玖里子の計画によって夕菜の和樹への嫉妬による攻撃の余波を食らって吹き飛ばされたことがある。
風椿 葉流華（かぜつばき はるか）
玖里子の三姉。皮肉な感じで、人の心もすぐに見透かす。玖里子曰く「滅茶苦茶優秀で、底知れない恐ろしさがある」らしい。千代田区に大きなビルを持っている。葵学園へと提出した書類上では彼女が保護者ということになっている。和樹と「玖里子が男と付き合ったことがあるか否か」という賭けをし、勝ったことで玖里子と和樹が一日デートすることになった（付き合ったことがない方に葉流華は賭けた）。
ディステル
長編に登場する「血まみれ（デイ・ブルーティヒ）」の二つ名を持つエージェント。かおりのライバルで魔法と銃の腕前は互角。ある男性（作中では"彼"と表記）の命令により夕菜を拉致したが、和樹達の奮闘により失敗し、姿を消す。以降は単独で行動している。「ディステル」という名前はコードネームやで、本名はマレーネ・プロミノホフ。
リーラ・シャルンホルスト
声 - 佐藤利奈（ファンタジア・リビルド）
外伝に登場するメイド。メイドの愛好団体MMM（もっともっとメイドさん）の第五装甲猟兵侍女中隊の大尉（ハウスキーパー）。ドイツ人。常に冷静沈着で家事全般は勿論、介護から戦闘機の操縦、マネートレードでの利殖まで何でも完璧にこなすスーパーメイドだが、和樹のことになると冷静さを欠くことがある。和樹に次期主人になってもらうため、かなり積極的に近づく。和樹の事が好きで、夕菜の事を忘れさせようと思っている。
式森 ゆりや（しきもり -）
『じょなんの巻 じゅう』で登場。和樹の娘と名乗る少女。実は、幼少時から母親と離れて暮らしており、母親の顔も名前も判然としない事から、母親を知る為に、未来からやって来て、B組に転校してきた。

### 2年B組
葵学園最大の問題児クラス。和樹以外全員が学業優秀、運動万能、魔法使用回数も抜群だが、性格・素行面は最悪であり、金に意地汚く、つまらない事ですぐに足の引っ張り合いや蹴落とし合いをする。それを防止するため、クラス内でやたらと細かい協定を結んでいる。ただし、目の前に共通の敵が現れた時は一致団結する。なお、初代担任教師は廃人寸前まで追い込まれており、他のクラスの生徒のみならず教師達も彼らに関わる事を嫌がる。学園の競争制を「他人を蹴落として頂点に立つ」と履き違えており、犯罪すら厭わない。当然、恋愛とは全くの無縁であり、現在では美少女達からモテモテの和樹を紳士協定を結んだ男子が中心となって敵視（嫉妬）しており、彼の排除を目論んでいる。ただし、稀にごく普通でまともな思考をした者もいるが、クラスのほとんどが問題児で構成されているため、逆に変人扱いされている。
B組生徒には全員顔と名前と性格が設定されている。名前は男子はサッカー選手、女子は（下の名前だけ）AV女優から由来している。
声優名が入っているキャラクターは小説・アニメ共に出演回数の多い準レギュラー。
2年B組のモットー
- 人の不幸は蜜の味。人の幸福砒素の味（これは後に「砒素は味がしない」と失敗作に）
- 他人を信じるな。友人は特に
- 世界の破滅より己の利益
- まず友情から売れ
- モテる奴は犯罪者（その他、「成績が良い奴」「金がある奴」も敵と見なされるが、これらは滅多に現れない）
- 他人を見たら犯罪者と思え、なぜなら俺がそうだから。
- 声の大きな奴を信用するな。むしろ、もっと大きな声を出せ。

#### 男子生徒
50音順に記述。
阿部 拓人（あべ たくと）
ポーカー、ルーレット、麻雀など、あらゆるギャンブルに精通するが、勝ったことは皆無。
良い手が来ると顔に出ることと運に見放されているためだが、本人は全く気付かず、周りも絶対に教えない。卒業後はプロ雀士を目指しているが、クラスメートからは「サラリーマンにしとけ」と勧められている。ちなみにじゃんけんも弱い。
新井場 勇一郎（あらいば ゆういちろう）
終末思想と陰謀論にかぶれていて、「日本はニビル星人とアトランティス人に狙われていて、ムー大陸人との混血」と主張している。また「いずれ世界各地に散らばる古代日本人が残した秘宝を回収せよとの指令が日本政府から下る」と本気で信じていて、トレーニングを欠かさない。もちろん指令が下るはずもなく、日々無駄な知識だけ増やしている。
伊藤 紀久（いとう のりひさ）
ボディービルダーのような筋肉をしている。顔もヤクザの若頭のようで、サングラスをかけると警官すら職質をためらう。本人は気弱で優しい性格。極度の偏食で、肉や魚、野菜も好きではないだが、なぜこのような身体になったのかは不明。ヴェルレーヌやボードレールといった詩人を愛する。
浮気 光洋（うき みつひろ）
声 - 川田紳司
ブルジョア趣味を憎み、貧乏人と無職による革命を夢見る癖に金にがめついというエセプロレタリア。（他のB組生徒と違い）金に人生を掛けていないという割に、釣り銭と領収書にはうるさい。顧客は葵学園の全学年に及ぶ。世界中の反体制組織と革命歌、金利に詳しい。
大黒 隼人（おおぐろ はやと）
日焼けした顔に彫りの深い顔立ちだが、それらが全て「まるでAV男優のよう」と形容されている。「葵学園の加藤鷹」とすら呼ばれている。
本人も風俗産業やエロネタにやたらと詳しい。一部生徒からは「エロ神様の使い」として崇められている。
柿本 大紀（かきもと だいき）
元2年B組学級委員長。人畜無害な外見で、いつも困ったような顔をして皆をとりまとめていた。その甲斐あって実に半年もの試用期間を経て委員長に就任。直後から拝金思想を露にし、様々な金儲けを画策した。
和樹を利用したギャンブル（ゆうれいの巻・なか参照）での利益独占が発覚したため逃亡。ウルグアイの首都・モンテビデオに潜伏していたが、B組選抜の暗殺チームとの交戦の末に敗れて捕まり、厳重な監視下に置かれる。以後、B組は学級委員不在となる。
數馬 秀明（かずま ひであき）
女性恐怖症。女を目の前にすると顔が赤面になって、動悸がおかしくなる。葵学園には間違って入学してしまい、入学式で卒倒とした。会話をする時はすっと目を逸らす。そこが「渋くて格好良い」と褒められることあり。いずれは日本を支配して女を全て国外追放にする野望を持つ。
北野 岳也（きたの がくや）
B組きっての美形で、B組以外の女子にモテるが、漫画のキャラクターにしか興味がなく、しかもホモ。「たくましくて精悍な男に惚れる」習性あり。「キャラクターは歳をとらないからいい」らしいが、なにしろマンガが相手なので失恋（？）が多い。理想の相手はデューク東郷。
駒野 智和（こまの ともかず）
孤独な一匹狼で、きりっとした美形。あまり群れたがらず、一人で黙々と授業をこなしている。言葉少なめというよりは話すのが苦手。何より他の連中が余りにしゃべるので口が挟めない。おかげでやや影のある男として定着してしまった（本意ではないらしい）が、「いい感じに間抜けでキャラが立っている」とB組で評価が高い。
小松原 嘉人（こまつばら よしと）
両親がケチで小遣いを送ってくれないため、ネズミ講、マルチ、アポイントメント商法とあらゆる「やばい商売」に手を出している。
かつて、葵学園生「極秘入手した試験用紙」を売り捌いたことがある。もちろん偽造であり、買い求めた生徒は軒並み赤点となったが、彼は言を左右にして金を返さなかった。そのためB組以外の生徒からも恨まれている。
佐野 勇弥（さの ゆうや）
外見が良くて自信家。女好きで華麗なナンパ歴を持つが、高望みが元で成功したことはない。話のピントがずれているのが原因で、「山に登るのにシュノーケルをするようなもの」と言われている。それでも、挫けない所が長所だったが、和樹の人気を知り、己を見失っている。
玉乃 優（たまの ゆう）
拝金型悪魔主義者の少年。「神は死んだが悪魔は健在だ」を合言葉に悪魔召喚料を取ろうとする。他にも悪魔の尻尾や羽やらをでっち上げては売りつけようとする。おかげで後述の諏訪園をはじめとする心あるサタニストに嫌悪されるも、本人は一向に気にする様子はない。本人曰く「世界が破滅しても悪魔と銭だけは生き残る」。
手島 秀夫（てしま ひでお）
背が低く、少女のような顔立ちから、年上の女性に人気があるが、当人はそれを利用して、集り、飲み食いを続けている。将来はヒモで暮らしていくと広言していたが、やっかんだクラスメートの妨害で正体がバレつつあり、軌道修正を迫られている。魔法の実力は、それなりにある。
仲丸 由紀彦（なかまる ゆきひこ）
声 - 内藤玲
2年B組の中でも最大最悪の問題児。口数が多く、2年B組で起こるトラブルは大抵彼が仕切っている。クラスの中でも特に優秀な成績・魔法回数を持つが、悪知恵や金儲け目的でしか利用しない。
自称：和樹の親友（実質的には悪友）だが、彼が美少女達にモテるようになってからは嫉妬心剥き出しであり、今では和樹を排除することしか頭にない。
服部 昌也（はっとり まさや）
自称：忍者の末裔。その正体は靴屋の息子。身軽ですばしっこいのは事実で、「B組のお庭番」「対教師用偵察兵」と称えられている。実際、葵学園で何らかの異変が起こった場合、真っ先に嗅ぎ付けており、おかげでB組は他クラスよりも情報戦で優位に立っている。ただし、本人が情報を金に変えようとするので、あまり優位が生かされない。
宮本 英臣（みやもと ひでおみ）
幼少の頃から他人の筆跡を真似ることを得意とし、中学時代にはアイドル歌手のサインを偽造して売り捌いていた。
今では学校関連の書類をほとんどでっち上げることが出来る（卒業生名簿をでっち上げて名簿屋に売り捌き、結果、葵学園の名簿の価値を暴落させたこともある）特に生徒証は近隣15の高校の偽造が可能で、写真さえあればすぐにでも作り上げることが可能。
御厨 真吾（みくりや しんご）
重度の薬マニア。両親が製薬会社の重役であり、本人も寮で夜な夜ないかがわしい化学実験を繰り広げている。自室は薬屋というより麻薬密造工場のような有様。晴明を崇拝するあまり、彼の怪しい実験・試薬の被験体になることもあり、顔を紫色にして保健室から戻ってきたときは、流石のB組生徒でも誰も目を合せようとはしなかった。俳優の前田吟に似ている。
六車 迅（むぐるま じん）
少年探偵のような風貌で、実際にそういうこともするが、そのとき気に入らない奴を犯人にする傾向がある。最近は更衣室の覗きだろうと財布盗難だろうと小火騒ぎだろうと全部「犯人は式森」。理由は、もちろん和樹がモテるのが憎いから。頭の回転は速いが、こんなこじつけにしか使わない。真面目にやれば才覚を発揮するのに絶対にやらないタイプ。
薮田 公平（やぶた こうへい）
葵学園の相場師を自認する生徒。未成年だが代理人を立てて株や先物取引を行っている。ただし儲かったという話は聞いたことがない。つい最近も南アフリカのダイヤモンド鉱山で失敗し、今はザンビアのニッケル鉱山で一山当てようと企んでいる。老け顔。
山口 隆史（やまぐち たかし）
声 - 山口隆行
太りすぎな少年。趣味はアニメと漫画とプラモデルとオモチャ。コレクションも多数ある。
糖尿らしい。青白い顔でいかにも鈍そうだが、実は大変な俊足とスタミナを持ち、「体育祭の切り札」とすら言われている。知識旺盛で成績も優秀。

#### 女子生徒
50音順に記述。
秋葉 沙苗（あきば さなえ）
B組では珍しく、あまり喋らない方。小さい頃に何かあったらしく、規律や社会ルールに反発する傾向がある。
中学時代から生徒会や学校と衝突することが多かったが、B組に入ってからは「そのくらいの反抗はむしろマトモ」とされてしまった。クラスメートからは「生徒会を倒したら秋葉が権力を握るだけ」と思われている。
意外と料理が得意。
飯尾 未空（いいお みそら）
多額の借金を抱える少女。都会でのサバイバル生活に精通。元気だが常に貧乏で、「雑草は貴族の食べ物」と言うくらい金がない。金を借りるために銀行から闇金まであらゆる金融機関に手を出しているが、本人は「なんとかなるでしょ」と妙に楽天的。実際、取り立てに追われた形跡はなく、「弱みでも握っているのか」と言われている。
枝村 つぐみ（えだむら つぐみ）
大宇宙の意思から田舎の神社に住み付くお狐様まで、あらゆる「人間の常識を超えた何か」と会話をする少女。日替わりで頻繁に彼らと話をしては、お告げと称していらないことを吹聴する。
目付きが危険だったため当初は気味悪がられていたものの、今ではすっかり定着し、「今日は枝村がはくちょう座の宇宙人と交信しているから金曜日」とカレンダーがわりに重宝されている。
片野坂 雪江（かたのさか ゆきえ）
B組で数少ない常識人。物静かで妙に年上じみた雰囲気を持つ少女。やけにのんびりした風情だが、頭の回転は速く、時折鋭い発言をする。だが、ほとんど目立たない。取り乱す事は一切なく、「あの落ち着き方はまるで未亡人のよう」といわれる事もある。通称：雪江お姉さん。
実家の商売は怪しげ（借金で首が回らなくなった人間を、逃亡防止用の電撃錠を首につけて、タコ部屋に押し込んで働かせるらしい）。
久藤 摩琴（くどう まこと）
声 - 成田紗矢香
「女の涙には魔力がある」を実践している少女。常に「可愛く泣く方法」の研究を欠かさない。無論それは陰謀や金儲けに生かすためで、涙を利用して金を巻き上げている。男の心に入り込む小芝居が巧いため、騙される生徒も多いが、疑り深いB組生徒には全く通用せず、本人は自分を棚に上げ、「心の汚い連中には涙の意味なんて分からないのね」と愚痴っている。
今野 遊佐（こんの ゆうさ）
本物志向のコスプレ少女。コスチュームやアクセサリーに多額のお金を掛ける（宝石に本物を使ったりする）。またイベントがあると海外だろうと出かけるので、全くと言っていいほど金がない。珍しいことに担任のかおりと反りが合わない。「ああいう濃いオタクは嫌い」と自分のことを棚に上げている。
酒井 麻里子（さかい まりこ）
写真部員。神出鬼没で、学園生活を激写してはコレクションを増やしている当人は可愛い系で邪心がないようにみえるため性質が悪く、B組生徒が気付いた時には膨大なネガを所持していた。
生徒間の交際関係にも詳しく、かなりのネタを握っていると言われている。後述の鳴尾とは小学1年生からの同級生でありライバルであり従姉妹。
柴崎 怜子（しばさき れいこ）
冷静かつ知的で眼鏡が似合う美少女。B組生徒にしては言動が安定しており、片野坂、杜崎と並ぶ常識人。
発言が的確なので、「社長秘書が高校生のコスプレをしている」と言われることすらある。このクラスの委員長は彼女が最も適切なのだが、なったら最後、どんな目に遭わされているのか分かっているため、絶対に立候補しようとはしない。
雪江曰く「異性に惚れっぽいのが玉に瑕」。
諏訪園 ケイ（すわぞの ケイ）
黒系に銀のアクセサリーが似合うゴスロリ少女。「小学校高学年時、突然何かに目覚め、腕と太腿にカラバの入れ墨をしようとした」「中学2年の時、後輩のレズな女の子とナイフで唇を切りつけあい、血を舐めながらファーストキス」などのキツいエピソードにはこと欠かない。かなりの破滅系で、黒魔術にも堪能。後述の千野とはなぜか友達。
高嵜 涼（たかさき りょう）
ボーイッシュで中性的な顔立ちの少女。年下専門のレズであり、しかもS。股掛けを平然と行い、後輩の女子を適当に弄んではポイ捨てしている。そのため、捨てられた女子が授業中泣きながらナイフ片手に殴りこんできたことも少なくないが、本人は「つきあっている間は優しくしていたんだから捨ててもいいじゃない」と反省の色なし。
千野 矢夜（せんの やよ）
小柄な少女。気弱で非常に打たれ弱く、何かというとすぐに泣き出す。その後に来るのは逆恨みで、肌身離さず持っている黒い手帳には、呪い殺す人間の名前がびっしり書き連ねてあるとの噂がある。逆恨み癖を生かし、呪いの藁人形を作っては売り捌く一面を持っているので、「実はタフなのでは？」との噂もある。
鳴尾 来花（なるお らいか）
声 - 下屋則子
新聞部部長の眼鏡っ娘。B組名物「盗撮の酒井」「デマの鳴尾」の片割れ。スクープを仕入れてきてはセンセーショナルに撒き散らすため、信頼性は大変低い。「宣伝と扇動こそがマスコミの使命との主張の元、学園新聞の大幅刷新を敢行（発刊ペースを格段に上げて紙面を東スポ化。ついでに近所の商店街から広告を募って掲載し、広告料を徴収した）。その結果読者は十倍に、デマ記事は百倍に増えた。
中田 一子（なかた いちこ）
演劇部部長。父親は有名な脚本家。アイドルのような可愛らしさを持つが、100m先からでも芝居とバレるくらい演技が下手な上に絶望的な音痴。「中田の演技で学校中のネズミが逃げ出し、歌で死体が生き返った」との伝説を持つ。さらに作文が苦手で文才は皆無。ただ政治力と裏工作の力はあり、それだけで演劇部を都のコンクールで優勝に導いたことがある。部長の座に就いているのもそういう実績があるから。
西脇 裕子（にしわき ゆうこ）
明朗快活で食欲旺盛。不思議系のところがあり、クラスが仲良しであって欲しいと願っているが、願うだけであまり意味はない。
本人は食べることが大好きで、いつも学校帰りに買い食いをしている。舌は肥えているが家事全般はやる気はあるものの相当下手で、デパートの惣菜コーナーに入り浸る日々。
春永 那穂（はるなが なほ）
声 - 小島めぐみ
常に眠そうにボーッとしている少女。1年の半分は本当に寝ている。「寝ながら英文を朗読した」「寝ながらマラソンを完走した」との伝説を持つ。
意外と成績は良く、クラスメートから「春永は寝ながら金の計算をしている」と陰口を叩かれている。
福西 慧子（ふくにし けいこ）
体操部員。身軽で身体が柔らかい。試験中にヨガのポーズを取ったりして、クラスを驚かすことが多い。国体出場経験者で、特技は中国雑技団の真似と死んだふり。ボーイッシュな美人だが、手足が変な方向に曲がるので気味悪がられている。
奇矯な性格で、嫌がらせが大好き。ヤクザの事務所に侵入して、壁一面に悪戯書きをして帰ってきたこともある（クラスメートにその犯人である情報を売られて、しばらくの間つけ狙われたらしい）。
松田 和美（まつだ かずみ）
声 - 浅野真澄
仲丸と双璧を成す問題児で、クラスの女子の中では最も卑劣。入学当初、牽制しあって会話すらなかったB組の中で、最初に本性を現したのは彼女であり、「松田が全ての元凶」と主張する者も。成績は学年首席で容姿も良いが、欠点が目立ちすぎて、言い寄る男はまず絶対にいない。仲丸とはいがみ合いつつも内心、憎からず思っているらしい。
杜崎 沙弓（もりさき さゆみ）
声 - 渡辺明乃
2年B組では稀なまともな少女。実家は九州の退魔の生業とする一族で神城家とは商売敵であり、そのため、凜とはライバル関係にある。身長180cmを超える長身で運動神経も良く、特に格闘技に関しては神堂流合気術と中国拳法の達人。ひたすらマイペースで私利私欲に走ることはないが、問題児の多いクラス内では逆に変人扱いされている。松田とは中学からの同級生でその頃の行いを弱みとして握られている。
柳本 星香（やなぎもと せいか）
拝金主義者。しかもお札より硬貨が好きで、特に金貨や銀貨のように光っているものが大好き。そのため常にポケットをじゃらじゃら言わせている。一時期は全ての小銭に名前を付けていたが、覚えきれなくなったので断念。銭形平次のごとく硬貨を投げさせると百発百中なのだが、「勿体ないから」という理由で投げないことが多い。
結城 松葉（ゆうき まつば）
声 - 細川聖可
いつも妄想にふけている少女。「いつの日か、白馬に乗った王子様が迎えに来てくれる。そうでなければ核戦争」と信じている。
妄想世界での彼女は薄幸なお姫様で、放浪の青年剣士（実はある国の王子様）と共に逃避行を続けている。妄想は第6部第14章に突入していて終わる気配が無い。この大長編が始まると大変で、クラスメートは「松葉、帰ってきて」と耳元で怒鳴る破目になる。

## 用語
魔法
作中では、個人が生涯で使える魔法の回数が予め決められており、個人の素質によって、それぞれ異なる。魔法回数が多い程、能力が高いとされるが、使用回数を使い切ると身体が塵になって死亡する。なお、魔法使用回数は、一般人では2桁。葵学園生徒は数千回から数万回が平均とされる。
葵学園
和樹達が通うエリート魔術師養成学校。
MMM（もっともっとメイドさん）
リーラが所属するメイド愛好団体にして、武装集団。

## 評価
「ハーレム」「落ちもの」といった要素を取り入れているが、それが主人公の幸福とは結び付かない。甘いハーレムには刺激があったほうが読者の感情移入を誘いやすいと述べ、本作も例にもれない展開がなされていると評論家の榎本秋は紹介している。

## 既刊一覧

### 小説

#### 長編
- 築地俊彦（著）・駒都えーじ（イラスト）、富士見書房〈富士見ファンタジア文庫〉、全4巻
  - 『まぶらほ 〜ノー・ガール・ノー・クライ〜』、2001年10月25日初版発行（10月19日発売[13]）、ISBN 4-8291-1387-1
  - 『まぶらほ 〜アージ・オーヴァーキル〜』、2003年6月25日初版発行（6月20日発売[14]）、ISBN 4-8291-1528-9
  - 『まぶらほ 〜デソレイション・エンジェルス〜』、2005年11月25日初版発行（11月19日発売[15]）、ISBN 4-8291-1727-3
  - 『まぶらほ 〜ストレンジ・フェノメノン〜』、2006年10月25日初版発行（10月20日発売[16]）、ISBN 4-8291-1861-X

#### 短編
- 築地俊彦（著）・駒都えーじ（イラスト）、富士見書房→KADOKAWA〈富士見ファンタジア文庫〉、全22巻
  - 『まぶらほ 〜にんげんの巻〜』、2001年12月25日初版発行（12月20日発売[17]）、ISBN 4-8291-1397-9
  - 『まぶらほ 〜ゆうれいの巻・うえ〜』、2002年3月25日初版発行（3月20日発売[18]）、ISBN 4-8291-1419-3
  - 『まぶらほ 〜ゆうれいの巻・なか〜』、2002年7月25日初版発行（7月18日発売[19]）、ISBN 4-8291-1448-7
  - 『まぶらほ 〜ゆうれいの巻・した〜』、2003年3月25日初版発行（3月20日発売[20]）、ISBN 4-8291-1507-6
  - 『まぶらほ 〜ふっかつの巻・ひがし〜』、2003年9月25日初版発行（9月20日発売[21]）、ISBN 4-8291-1555-6
  - 『まぶらほ 〜ふっかつの巻・とうなん〜』、2003年12月25日初版発行（12月20日発売[22]）、ISBN 4-8291-1575-0
  - 『まぶらほ 〜ふっかつの巻・みなみ〜』、2004年3月25日初版発行（3月18日発売[23]）、ISBN 4-8291-1597-1
  - 『まぶらほ 〜ふっかつの巻・なんせい〜』、2004年6月25日初版発行（6月19日発売[24]）、ISBN 4-8291-1623-4
  - 『まぶらほ 〜ふっかつの巻・にし〜』、2005年1月25日初版発行（1月20日発売[25]）、ISBN 4-8291-1685-4
  - 『まぶらほ 〜ふっかつの巻・せいほく〜』、2005年3月25日初版発行（3月19日発売[26]）、ISBN 4-8291-1697-8
  - 『まぶらほ 〜ふっかつの巻・きた〜』、2005年9月25日初版発行（9月17日発売[27]）、ISBN 4-8291-1755-9
  - 『まぶらほ 〜ふっかつの巻・ほくとう〜』、2006年3月25日初版発行（3月18日発売[28]）、ISBN 4-8291-1808-3
  - 『まぶらほ 〜じょなんの巻・いち〜〜』、2007年1月25日初版発行（1月20日発売[29]）、ISBN 978-4-8291-1894-8
  - 『まぶらほ 〜じょなんの巻・に〜』、2007年9月25日初版発行（9月20日発売[30]）、ISBN 978-4-8291-1963-1
  - 『まぶらほ 〜じょなんの巻・さん〜』、2008年4月25日初版発行（4月19日発売[31]）、ISBN 978-4-8291-3280-7
  - 『まぶらほ 〜じょなんの巻・よん〜』、2009年2月25日初版発行（2月20日発売[32]）、ISBN 978-4-8291-3378-1
  - 『まぶらほ 〜じょなんの巻・ご〜』、2009年8月25日初版発行（8月20日発売[33]）、ISBN 978-4-8291-3436-8
  - 『まぶらほ 〜じょなんの巻・ろく〜』、2010年3月25日初版発行（3月20日発売[34]）、ISBN 978-4-8291-3504-4
  - 『まぶらほ 〜じょなんの巻・なな〜』、2010年9月25日初版発行（9月18日発売[35]）、ISBN 978-4-8291-3568-6
  - 『まぶらほ 〜じょなんの巻・はち〜』、2011年2月25日初版発行（2月19日発売[36]）、ISBN 978-4-8291-3615-7
  - 『まぶらほ 〜じょなんの巻・きゅう〜』、2012年12月25日初版発行（12月20日発売[37]）、ISBN 978-4-8291-3836-6
  - 『まぶらほ 〜じょなんの巻・じゅう〜』、2015年3月25日初版発行（3月20日発売[38]）、ISBN 978-4-04-070547-7

#### 外伝
- 築地俊彦（著）・駒都えーじ（イラスト）、富士見書房〈富士見ファンタジア文庫〉、全6巻
  - 『まぶらほ 〜メイドの巻〜』、2002年10月25日初版発行（10月19日発売[39]）、ISBN 4-8291-1470-3
  - 『まぶらほ 〜もっとメイドの巻〜』、2004年9月25日初版発行（9月18日発売[40]）、ISBN 4-8291-1650-1
  - 『まぶらほ 〜もっともっとメイドの巻〜』、2006年6月25日初版発行（6月20日発売[41]）、ISBN 4-8291-1835-0
  - 『まぶらほ 〜さらにメイドの巻〜』、2007年6月25日初版発行（6月20日発売[42]）、ISBN 978-4-8291-1912-9
  - 『まぶらほ 〜またまたメイドの巻〜』、2008年10月25日初版発行（10月18日発売[43]）、ISBN 978-4-8291-3323-1
  - 『まぶらほ 〜さいごのメイドの巻〜』、2013年6月25日初版発行（6月20日発売[44]）、ISBN 978-4-8291-3902-8

#### 番外編
- 築地俊彦（著）・駒都えーじ（イラスト） 『まぶらほ 〜凜の巻〜』 富士見書房〈富士見ファンタジア文庫〉、2008年1月25日初版発行（1月19日発売[45]）、ISBN 978-4-8291-3255-5

### 漫画

#### まぶらほ
- 築地俊彦（原作）・駒都えーじ（キャラクター原案）・宮下未紀（作画） 『まぶらほ』 角川書店〈角川コミックスドラゴンJr.〉、全2巻
  1. 2003年12月22日発売[46]、ISBN 4-04-712348-X
  2. 2004年12月22日発売[47]、ISBN 4-04-712364-1
    - 『限定版』、2004年12月13日発売[48]、ISBN 4-04-712363-3

#### まぶらほColorfulComic
- 築地俊彦（原作）・駒都えーじ（キャラクター原案）・浅草寺きのと（作画） 『まぶらほColorfulComic』 角川書店〈角川コミックスドラゴンJr.〉、全2巻
  1. 2005年8月30日発売[49]、ISBN 4-04-712418-4
  2. 2006年8月29日発売[50]、ISBN 4-04-712463-X

### 関連書籍

#### 小説・ファンブック
- 『超解！まぶらほ』、2003年9月25日発売[51]、富士見書房、ISBN 4-8291-7555-9

#### イラスト集
- 『駒都えーじ画集@マジカルマトリクス』、2012年10月30日発売[52]、アスキー・メディアワークス、ISBN 978-4-0488-6946-1

『まぶらほ』以外の「電撃萌王」掲載作品なども収録されている。

## ドラマCD
富士見書房のドラゴンマガジン誌上通販でドラマCDが8cmのもの全3枚・12cmのものが全1枚、メッセージCDが全1枚リリースされている。
ドラマCD
- ドラマティックドラゴン2nd まぶらほ 第1章「運命の再会」2002年4月発売
- ドラマティックドラゴン2nd まぶらほ 第2章「恐怖の魔温泉」2002年7月発売
- ドラマティックドラゴン2nd まぶらほ 第3章「約束の魔法」2002年10月発売
- ツインドラゴンスペシャルドラマCD「まぶらほ」2004年4月発売

メッセージCD
- バレンタインメッセージCD 宮間夕菜ver.（2003年2月発売）

## ゲーム

### トレーディングカードゲーム
『ドラゴン☆オールスターズ』、『プロジェクト レヴォリューション』、『ヴィクトリースパーク』(こちらはサンデーVSマガジンTCG姉妹品)、『ヴァイスシュヴァルツ』に作品が参加している。使用されているイラストは駒都えーじの既出イラストが多いが一部は新規描き下ろしも封入されている。

### コンピュータゲーム
ファンタジア・リビルド
PC / iOS / Android用アプリゲーム。
ファンタジア文庫作品のクロスオーバーRPGであり、2021年9月より本作のキャラクターが登場する。初めてリーラに声優が付いた。
本作の参戦イベントとキャラクターを入手できるのは期間限定だった。

## テレビアニメ
WOWOW（ノンスクランブル放送）にて、2003年10月14日から2004年4月6日に放送。また、2006年10月から2007年3月まで、CS・AT-Xでも放送された。全24話。

### スタッフ
- 原作 - 築地俊彦[11]
- 原作イラスト - 駒都えーじ[11]
- 監督 - 木村真一郎[54]
- 監督補佐 - 長井龍雪[5]
- シリーズ構成 - 滝晃一[54]
- キャラクターデザイン - 新田靖成[54]
- 美術監督 - 本間禎章[54]、小林七郎[54]
- 色彩設定 - 石田美由紀[54]
- 撮影監督 - 鈴木洋平[54]
- 編集 - 西山茂[5]
- 音響監督 - 高寺雄[54]
- 音楽 - 4Peace[54]
- プロデューサー - 立崎孝史、冨岡重明、武智恒雄、松林正人、松倉友二
- アニメーション制作 - J.C.STAFF[54]
- 製作 - まぶらほ製作委員会[54]（角川書店、ハピネット・ピクチャーズ、クロックワークス、ソニーPCL、J.C.STAFF）

### 主題歌
オープニングテーマ「恋のマホウ」
作詞・作曲・編曲 - 十川知司 / 歌 - ICHIKO
- 第1話はOPなし。

エンディングテーマ「We'd get there someday」
作詞・作曲 - ICHIKO / 編曲 - 十川知司 / 歌 - ICHIKO（第1〜23話）、葵学園3人娘（生天目仁美、松岡由貴、猪口有佳）（24話）
挿入歌
「恋はイヤイヤ」（第20話）
作詞・作曲・編曲 - Harry J / 歌 - 葵学園3人娘（生天目仁美、松岡由貴、猪口有佳）

### 各話リスト
| 話数 | サブタイトル          | 脚本            | 絵コンテ   | 演出             | 作画監督                            | 総作画監督        |
| ---- | --------------------- | --------------- | ---------- | ---------------- | ----------------------------------- | ----------------- |
| 1    | きちゃった…           | 滝晃一          | 長井龍雪   | 長井龍雪         | 藤井昌宏 大木良一                   | 新田靖成          |
| 2    | ふっちゃった…         | 滝晃一          | 長井龍雪   | 土屋日           | 南伸一郎                            | 新田靖成          |
| 3    | でちゃった…           | 佐藤勝一        | 別所誠人   | 水無月弥生       | 梶谷光春                            | 藤井昌宏          |
| 4    | みちゃった…           | 白根秀樹        | 葛谷直行   | いとがしんたろー | 石井ゆみこ 増谷三郎                 | 新田靖成 藤井昌宏 |
| 5    | できちゃった…         | 小山高生        | 伴次郎     | 長瀬流           | 大木良一 田中基樹                   | 新田靖成          |
| 6    | ばれちゃった…         | 上江洲誠 滝晃一 | 伊藤真朱   | 伊藤真朱         | 梶谷光春 井嶋けい子 大木良一        | 藤井昌宏          |
| 7    | あっちゃった…         | 滝晃一          | 江上潔     | 土屋日           | 南伸一郎                            | 新田靖成          |
| 8    | やっちゃった…         | 佐藤勝一        | しまづ聡行 | 柳伸亮           | 大河原晴男                          | 藤井昌宏          |
| 9    | つかっちゃった…       | 白根秀樹        | 小滝礼     | 鎌仲史陽         | 日高真由美                          | 新田靖成          |
| 10   | のびちゃった…         | 小山高生        | 葛谷直行   | 長井龍雪         | 増谷三郎 川口敬一郎                 | 藤井昌宏          |
| 11   | あけちゃった…         | 佐藤勝一        | 長井龍雪   | 米田光宏         | 伊藤良明                            | 新田靖成          |
| 12   | きえちゃった…         | 滝晃一          | 木村真一郎 | 伊藤真朱         | 大木良一                            | 藤井昌宏          |
| 13   | もどっちゃった…       | 滝晃一          | 江上潔     | 高橋滋春         | 南伸一郎                            | 新田靖成          |
| 14   | はまっちゃった…       | 白根秀樹        | 柳伸亮     | 柳伸亮           | 大河原晴男                          | 藤井昌宏          |
| 15   | のぼっちゃった…       | 小山高生        | 鎌仲史陽   | 鎌仲史陽         | 日高真由美                          | 新田靖成          |
| 16   | のぞいちゃった…       | 佐藤勝一        | しまづ聡行 | 雄谷将仁         | 石井祐美子 増谷三郎                 | 藤井昌宏          |
| 17   | きめちゃった…         | 滝晃一          | 長井龍雪   | 長井龍雪         | 梶谷光春                            | 新田靖成          |
| 18   | しかけちゃった…どすえ | 白根秀樹        | 大畑清隆   | 木村真一郎       | 大木良一                            | 藤井昌宏          |
| 19   | かえっちゃった…どすえ | 佐藤勝一        | 伊藤真朱   | 伊藤真朱         | 藤井昌宏 西尾公伯 梶谷光春 大木良一 | 新田靖成          |
| 20   | とどけちゃった…       | 上江洲誠        | 土屋日     | 土屋日           | 南伸一郎                            | 新田靖成          |
| 21   | てらされちゃった…     | 白根秀樹        | 柳伸亮     | 柳伸亮           | 大河原晴男                          | 新田靖成          |
| 22   | まもっちゃった…       | 佐藤勝一        | 鎌仲史陽   | 鎌仲史陽         | 日高真由美                          | 藤井昌宏          |
| 23   | みられちゃった…       | 滝晃一          | 長井龍雪   | 長井龍雪         | 小澤郁                              | 新田靖成          |
| 24   | おわっちゃった…       | 滝晃一          | 木村真一郎 | 木村真一郎       | 大木良一                            | 藤井昌宏          |

### 関連商品

#### DVD・Blu-ray
DVDは第1巻 - 第12巻となって2004年にリリース。初回限定版で第4巻まで「まぶ缶」、第8巻まで「すけまぶ」、最終巻まで「まぶケース」が発売。2006年に「まぶらほ DVD-BOX 1・2」が、2012年に「まぶらほBlu-ray 恋のマホウBOX」が発売されている。ジャケットは書き下ろし。
いずれもメーカーは角川書店・ハピネット・ピクチャーズ。

#### CD（テレビアニメ）
TVアニメ用のCDはサイトロン・デジタルコンテンツから発売された。
| 発売日                                                              | タイトル       | 備考                                |
| ------------------------------------------------------------------- | -------------- | ----------------------------------- |
| WOWOW アニメーション 「まぶらほ」オリジナル・サウンドトラック       | 2004年1月21日  |                                     |
| WOWOW アニメーション 「まぶらほ」オリジナル・サウンドトラック Vol.2 | 2004年3月24日  |                                     |
| まぶらほ キャラクターシングルシリーズ Vol.1 宮間夕菜                | 2004年4月21日  | キャラソンの他にミニドラマを収録    |
| まぶらほ キャラクターシングルシリーズ Vol.2 風椿玖里子              | 2004年5月19日  | キャラソンの他にミニドラマを収録    |
| まぶらほ キャラクターシングルシリーズ Vol.3 神城凛                  | 2004年6月23日  | キャラソンの他にミニドラマを収録    |
| まぶらほ The Greatest Hits!                                         | 2004年11月17日 | ソングアルバム                      |
| まぶらほ Essential CD-BOX                                           | 2006年3月1日   | 関連CDのベストアルバム 5枚組 CD-BOX |

#### 書籍
- 『まぶスペ-MABURAHO SPECIAL』エムディエヌコーポレーション、2005年3月発行、ISBN 4-8443-5793-X